# Pelargonium sidoides
Pelargonium sidoides är en näveväxtart som beskrevs av Dc.. Pelargonium sidoides ingår i släktet pelargoner, och familjen näveväxter. Inga underarter finns listade i Catalogue of Life.